# Trausdorf an der Wulka
Trausdorf an der Wulka (węg. Darázsfalu, burg.-chor. Trajštof) – gmina w Austrii, w kraju związkowym Burgenland, w powiecie Eisenstadt-Umgebung, nad rzeką Wulka. Liczy 1,97 tys. mieszkańców (1 stycznia 2014).